# Marilia fasiculata
Marilia fasiculata is een schietmot uit de familie Odontoceridae. De soort komt voor in het Neotropisch gebied.